# Ellas y el sexo débil
Ellas y el sexo débil es una serie de televisión española de ficción en tono de comedia estrenada 2006 en Antena 3.

## Argumento
Protagonizada y escrita por Ana Obregón, la trama giraba alrededor de cinco mujeres de diferentes edades, clases sociales y profesiones que intentan superar la traición de los hombres a los que amaban. Todo comienza en La Moncloa donde la presidenta del gobierno Carla rememora cómo ha llegado a lo más alto. Carla (Ana Obregón), hija de los asesinados condes de Viñacorta, es una atractiva mujer florero, madre de dos hijas; casada con Mario (Luis Fernando Alvés), un poderoso hombre de negocios que complace todos sus caprichos aunque este le es infiel. Harta de esta situación le deja y decide montar en su vivienda un hotel para mujeres traicionadas. A él acudirán la pescadera Loli (Teté Delgado) y sus hijos, una ex monja sexóloga (María Barranco) y una paparazzi (Beatriz Rico) para vengarse de sus exparejas de las formas más divertidas pero un asesino ronda a Carla.

## Episodios
| N.º | Título                          | Dirigido por | Escrito por                                    | Fecha de emisión original | Audiencia (millones) | Cuota |
| --- | ------------------------------- | ------------ | ---------------------------------------------- | ------------------------- | -------------------- | ----- |
| 1 | «Carla de Viñacorta presidenta» | Eva Lesmes   | Argumento: Ana Obregón Guion: Laura Molpeceres | 20 de septiembre de 2006  | 2.69                 | 16,1% |
| En el día de su aniversario de boda, Carla intenta sorprender a Mario organizando una fiesta por todo lo alto que cuenta con la presencia de su amigo George Bush. Pero las cosas se tuercen y descubre la infidelidad de su marido con la secretaria. |                                 |              |                                                |                           |                      |       |
| 2 | «Y Dios creó el muro»           | Eva Lesmes   | Argumento: Ana Obregón Guion: Laura Molpeceres | 25 de septiembre de 2006  | 2.00                 | 11,5% |
| Carla pide el divorcio a Mario, divide la casa en dos partes (una para él y otra para ella) y decide montar un hotel para mujeres traicionadas en su lado.                                                                                             |                                 |              |                                                |                           |                      |       |
| 3 | «El río que nos lleva»          | Eva Lesmes   | Argumento: Ana Obregón Guion: Julia Altares    | 2 de octubre de 2006      | 1.09                 | 6,3%  |
| Mario se venga de Carla trayéndose a su amante a casa, ella hace lo propio destrozándole el coche. |                                 |              |                                                |                           |                      |       |